# Memories (サウンドトラック)
『ウェディングピーチ Memories』（-メモリーズ）は、テレビアニメ『愛天使伝説ウェディングピーチ』のサウンドトラック。1996年2月23日にケイエスエスより発売された。

## 概要
- 主に第二期のBGMを収録されている全37曲のうちは日本ソフトシステムが制作を担当。また、第二期主題歌の『Wedding Wars -愛は炎-』と『ヴァージンラブ』両曲のTVサイズ・バージョンを収録。全39曲。
- CDジャケットのセル原画は渡辺真由美が担当する。

## 曲目リスト
1. Wedding Wars 〜愛は炎〜 TVサイズ（歌：中島えりな） [1:34]
2. 小夜曲1 〜花咲ももこ [1:24]

### Fight
1. ウェディング・ビューティフル・フラワー [2:03]
2. エンジェル・アムール・ピーチ [2:01]
3. セント・クリスタル・ラブフォーユー1 [1:42]
4. セント・クリスタル・ラブフォーユー2 [1:38]
5. 愛と勇気をその胸に [0:48]
6. 希望の扉をあけて [1:31]
7. ピーチ・デイジー・リリィ [1:05]
8. 未来へ [1:44]
9. 小夜曲2 〜珠野ひなぎく [1:26]

### Salvia
1. 燃える心はサルビアの花言葉 [0:46]
2. エンジェル・パッシオーネ・サルビア [0:45]
3. セント・ピュアソード [1:06]
4. 小夜曲3 〜谷間ゆり [1:26]

### Feeling
1. ウェディングドリーム [1:45]
2. セント・サムシングフォー [1:41]
3. 去りゆく彼1 [1:46]
4. 忘れえぬ想い [1:53]
5. 去りゆく彼2 [0:46]
6. 再会 [0:39]
7. 小夜曲4 〜風摩ようすけ [1:15]

### Bridge
1. ブリッジ・コレクション1 [1:19]
2. ブリッジ・コレクション2 [1:13]
3. 小夜曲 〜じゃ魔ピー [0:58]

### Stalker
1. 転校生 川浪ひろみ [1:32]
2. 悪魔…みたいな! [1:04]
3. 非情－魔界の掟 [1:38]
4. 魔樹 [0:41]
5. 悪魔界の覇者 [1:35]
6. アイキャッチ1 [0:11]
7. アイキャッチ2 [0:10]
8. 小夜曲6 〜柳葉和也 [1:03]

### School Life
1. 夢みる少女 [1:42]
2. 憧れの君を追いかけて [1:07]
3. 友達はライバル [0:34]
4. 明日も元気に三人組 [0:37]
5. 小夜曲7 〜スカーレット小原 [1:42]
6. ヴァージンラブ TVサイズ（歌：FURIL） [1:08]